# Condado de Candler
O Condado de Candler é um dos 159 condados do Estado americano de Geórgia. A sede do condado é Metter, e sua maior cidade é Metter. O condado possui uma área de 644 km², uma população de 9 577 habitantes, e uma densidade populacional de 6 hab/km² (segundo o censo nacional de 2000). O condado foi fundado em 14 de julho de 1914.